# شهرستان رومشکان
{{#coordinates:}}: عرض جغرافیایی نامعتبر

## گردشگری
- امامزاده باباحبیب انصاری
- تپه باستانی کفتارلان رومیانی
- امامزاده سید سهل الدین
- تپه باستانی برآفتاب رومیانی
- قلعه کهزاد
- غار کلماکره
- غار درونشیر
- غار کلک رو
- قلعه قلا رومیانی
- غار ویزنهار
- مقبره آلی گیژان
- تپه چغابل
- پارک جنگلی شنه بان (شنه بو)
- پارک جنگلی باباحبیب
- پارک جنگلی مله کوه
- پارک جنگلی ویزنهار
- پارک جنگلی شمیم
- پارک جنگلی پیناوه
- آبشار لول
- آبشار ریزه
- چم کبود سیمره
- دریاچه و سد سیمره
- دریاچه توه خشکه
- قلعه زاغه
- قلعه شَکَر
- تنگه سلاری
- انبار آب باباحبیب
- غار پیرززن رومیانی
- چشمه چال کره
- چشمه کِلِک رو
- منطقه شکار ممنوع سَرکَن
- هرم باستانی رماوند
- پناهگاه صخره ای کلک رو ۱
- پناهگاه صخره ای کلک رو ۲
- پناهگاه صخره ای ورمر
- غار ور مر
- محوطه کلک رو
- محوطه تنگ بره
- رودخانه سیمره
- بیشه رماوند
- معبد قلا
- چشمه گلستانه
- هفت چشمه مله کوه
- درّه لول
- درّه عبدل البیگی

## جغرافیا
شهرستان رومشکان آب و هوای معتدل کوهستانی دارد و در طول جغرافیایی ۳۰ درجه و ۴۷ دقیقه و عرض جغرافیایی ۳۳ درجه و ۱۷ دقیقه و ارتفاع۱۱۹۸ متر از سطح دریا و در ۴۶ کیلومتری جنوب غربی شهرستان کوهدشت و ۲۶ کیلومتری غرب شهرستان پلدختر و هم‌مرز با استان ایلام واقع شده است.
این شهرستان در دامنه مهله‌کوه قرار گرفته. این کوه، یکی از کوه‌های بسیار صعب العبور است؛ و رسیدن انسان به بالای آن بسیار سخت اس. در مله کوه غاری بنام کلماکره وجود دارد که یکی از بزرگ‌ترین گنج‌های تمام تاریخ در آن کشف شده است. رومشکان دشتی بسیار هموار و صاف ودر دامنه این کوه قرارگرفته است.
همچنین در انتهای این دشت کوهی به نام ویزنهار قرار گرفته. بالای آن قلعه بسیار قدیمی به نام قلعه کوهزاد قرار گرفته است.
و همچنین بخشی از آب دریاچه سیمره در این شهرستان قرار گرفته است.
به گفته بزرگان این منطقه، علت نام‌گذاری این منطقه به اسم (رومشکان) این بوده است که این منطقه محل شکست امپراتوری روم شرقی از امپراتوری ایران بوده است. رومشکان از دو کلمه روم و شکان تشکیل شده است که کلمه روم به معنی امپراتوری روم شرقی بوده و شکان به معنی شکست و شکستن است که اگر معنی این دو کلمه را در کنار هم بگذاریم جمله شکست امپراتوری روم شرقی بدست می‌آید، به همین دلیل است که این منطقه را رومشکان می‌نامند.
وسعت شهرستان رومشکان ۹۰۰ کیلومتر مربع است از شمال و شمال‌غربی به شهرستان کوهدشت از جنوب به شهرستان‌های دره شهر و بدره از سمت مشرق به شهرستان پلدختر محدود می‌گردد.
این شهرستان تا سال ۱۳۹۲ یکی از بخش‌های تابعه شهرستان کوهدشت بود که با مصوبه هیئت دولت در اردیبهشت ۱۳۹۲ به شهرستان ارتقاء یافت؛ و در نهایت در بهمن ماه ۱۳۹۲ فرمانداری این شهرستان به صورت رسمی افتتاح شد.

## مردم‌شناسی

### جمعیت
جمعیت شهرستان رومشکان طبق سرشماری سال ۱۳۹۵ با بخش‌ها و روستاهای آن ۳۹٬۰۵۸ نفر برآورد شده است.

### زبان
مردم رومشکان لک و لر هستند و به زبان لری صحبت می‌کنند، و بیشتر اهالی ساکن، به کشاورزی، دامپروری و رانندگی کامیون مشغول هستند.